# Gerijaur
Gerijaur är en sjö i Storumans kommun i Lappland och ingår i Umeälvens huvudavrinningsområde. Sjön har en area på 0,137 kvadratkilometer och ligger 674,1 meter över havet. Gerijaur ligger i Vindelfjällen Natura 2000-område. Sjön avvattnas av vattendraget Gurisbäcken.

## Delavrinningsområde
Gerijaur ingår i det delavrinningsområde (728975-150620) som SMHI kallar för Inloppet i Tjåloken. Medelhöjden är 774 meter över havet och ytan är 18,68 kvadratkilometer. Det finns inga avrinningsområden uppströms utan avrinningsområdet är högsta punkten. Gurisbäcken som avvattnar avrinningsområdet har biflödesordning 3, vilket innebär att vattnet flödar genom totalt 3 vattendrag innan det når havet efter 349 kilometer. Avrinningsområdet består mestadels av skog (57 procent) och kalfjäll (38 procent). Avrinningsområdet har 0,88 kvadratkilometer vattenytor vilket ger det en sjöprocent på 4,7 procent.